# Schreitbein

Die Pereiopoden sitzen an den Thorakalsegmenten.

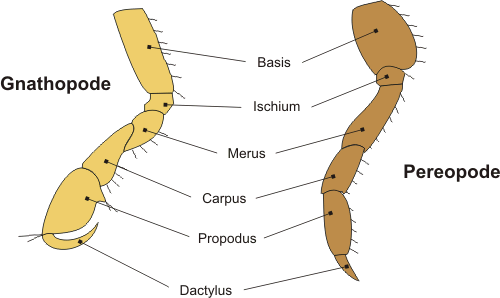
Bei den Flohkrebsen können die vorderen Pereiopoden zu Gnathopoden umgebildet sein

Ein Schreitbein, auch Pereiopode oder Peraeopode genannt, (aus dem Griechischen peraioo = hinübergehen, in englischer Schreibweise manchmal pereopod) ist eine Gliedmaße an den Thorakalsegmenten der Höheren Krebse. 
Abgeleitet aus dem für alle Gliedmaßen der Krebstiere ursprünglichen Spaltbein bestehen Schreitbeine (Peraepoden) sie aus sieben Gliedern (durch Verwachsung gelegentlich auch nur aus sechs). Diese sind (von proximal nach distal): Coxa und Basis sowie Ischium, Merus, Carpus, Propodus und Dactylus des ursprünglichen Endopoditen. An der Basis können bei den Weibchen einiger Arten auch Reste des Exopoditen vorhanden sein.
Ursprünglich besitzen die Krebstiere acht Thorakalsegmente, die zusammen mit dem Kopf den Cephalothorax bilden. Die meisten Ordnungen besitzen in der Regel aber nur sieben Schreitbeinpaare. Zahlreiche Anpassungen einzelner oder aller Beinpaare werden zur systematischen Unterteilung verwendet. Diese Merkmale spiegeln sich oft in den wissenschaftlichen Bezeichnungen wie Isopoda oder Amphipoda wider. 
Die Funktion der Pereiopoden ist unterschiedlich. Sie dienen der schwimmenden oder laufenden Fortbewegung sowie der Nahrungsaufnahme und fallweise der Verteidigung. 
Bei den Zehnfußkrebsen (Decapoda) werden nur die Gliedmaßen der letzten fünf Thorakalsegmente als Schreitbeine bezeichnet. Das vorderste dieser fünf Schreitbeinpaare trägt bei vielen Gruppen wie den Großkrebsen und den Krabben die Scheren. 
Bei den Flohkrebsen (Amphipoda) sind die ersten beiden der sieben Pereiopodenpaare oft zu Gnathopoden ausgebildet. Die Endglieder dieser Beinpaare können Klauen oder Scheren bilden und zum Fang oder der Zerkleinerung von Nahrung verwendet werden. Die Coxen der Schreitbeine bei den Flohkrebsen sind unbeweglich und bilden die seitlich am Körper liegenden Coxalplatten. 
Bei den Euphausiacea, dem Krill, bilden die Schreitbeine einen reusenartigen Fangapparat, mit dem Nahrung aus dem Wasser gefiltert wird.

## Belege
- Pereiopod im Crustacea Glossary des Natural History Museum of Los Angeles County